# Liev Schreiber
Isaac Liev Schreiber (* 4. října 1967, San Francisco) je americký filmový herec, scenárista a režisér.
Znám je zejména svou hlavní rolí ve filmu X-Men Origins: Wolverine, Zítra snad bude líp, Salt nebo Spider-Man: Paralelní světy. Dále hrál např. v Vřískot, Vřískot 2, Vřískot 3.
Jeho nevlastní bratr Pablo Schreiber je kanadský herec.
Má tři děti, v roce 2023 mu partnerka Taylor Neisen porodila dceru Hazel Bee.

## Výběr filmografie
| Rok       | Film                        | Role                              | Poznámka                  |
| --------- | --------------------------- | --------------------------------- | ------------------------- |
| 1994      | Mixed Nuts                  | Chris                             | filmový debut             |
| 1996      | Žranice                     | Leo                               |                           |
| 1996      | Vřískot                     | Cotton Weary                      |                           |
| 1997      | Vřískot 2                   | Cotton Weary                      |                           |
| 1998      | Koule                       | Ted Fielding                      |                           |
| 1999      | Jakub lhář                  | Mischa                            |                           |
| 1999      | Hurikán v ringu             | Sam Chaiton                       |                           |
| 2000      | Vřískot 3                   | Cotton Weary                      |                           |
| 2001      | Kate a Leopold              | Stuart Besser                     |                           |
| 2002      | Nejhorší obavy              | John Clark                        |                           |
| 2004      | Manchurianský kandidát      | Raymond Prentiss Shaw             |                           |
| 2006      | Barevný závoj               | Charles Townsend                  |                           |
| 2007      | Kriminálka Las Vegas        | Michael Keppler                   | televizní seriál (4 díly) |
| 2008      | Odpor                       | Zuš Bielski                       |                           |
| 2009      | X-Men Origins: Wolverine    | Victor Creed                      |                           |
| 2009      | Zažít Woodstock             | Vetty von Vilma                   |                           |
| 2009      | Zítra snad bude líp         | Ned                               |                           |
| 2010      | Salt                        | Theodore Winter/Nikolai Tarkovsky |                           |
| 2013      | Mládeži nepřístupno         | Robert Miller                     |                           |
| 2013      | Komorník                    | Lyndon B. Johnson                 |                           |
| 2013–2019 | Ray Donovan                 | Ray Donovan                       |                           |
| 2015      | Spotlight                   | Marty Baron                       |                           |
| 2015      | Creed                       | HBO 24/7 Narrator                 |                           |
| 2016      | Pátá vlna                   | velitel Vosch                     |                           |
| 2018      | Spider-Man: Paralelní světy | Wilson Fisk / Kingpin             |                           |
| 2019      | Deštivý den v New Yorku     | Roland Pollard                    |                           |